# Paullinia obovata
Paullinia obovata är en kinesträdsväxtart. Paullinia obovata ingår i släktet Paullinia och familjen kinesträdsväxter.

## Underarter
Arten delas in i följande underarter:
- P. o. brentberlinii
- P. o. flava
- P. o. obovata
- P. o. polymorpha
- P. o. subrotunda